# Botanophila spinulibasis
Botanophila spinulibasis este o specie de muște din genul Botanophila, familia Anthomyiidae. A fost descrisă pentru prima dată de Li și Deng în anul 1981. Conform Catalogue of Life specia Botanophila spinulibasis nu are subspecii cunoscute.